# EC 1.8.99
La EC 1.8.99 è una sotto-sottoclasse della classificazione EC relativa agli enzimi. Si tratta di una sottoclasse delle ossidoreduttasi che include enzimi che agiscono su donatori di elettroni aventi un gruppo solfuro ed accettori non noti (a differenza della EC 1.8.98).

## Enzimi appartenenti alla sotto-sottoclasse
| numero EC   | nome accettato             |
| ----------- | -------------------------- |
| EC 1.8.99.1 | solfito reduttasi          |
| EC 1.8.99.2 | adenilil-solfato reduttasi |
| EC 1.8.99.3 | idrogenosolfito reduttasi  |